# Kampong Cham (provincie)
Kampong Cham is een provincie (khet) van Cambodja. Het grenst aan de provincies Kampong Chhnang in het westen, Kampong Thom en Kratié in het noorden, Tbong Khmum in het oosten en Prey Veng en Kandal in het zuiden. Kampong Cham werd op 31 december 2013 officieel verdeeld in twee provincies. Dit werd door velen gezien als een politieke zet van de regerende partij. Al het land ten westen van de Mekong bleef Kampong Cham terwijl het  land ten oosten van de rivier de provincie Tbong Khmum werd. Vóór deze divisie strekte Kampong Cham zich oostwaarts uit tot aan de internationale grens met Vietnam, was de elfde grootste provincie van Cambodja en met een bevolking van 1.680.694 de meest bevolkte provincie van Cambodja. De hoofdstad en grootste stad is Kampong Cham.

## Etymologie
Kampong Cham betekent "Haven van de Chams" in Khmer. Kampong betekent haven. Cham verwijst naar de etnische Cham-bevolking die in de provincie leeft. Het woord Kampong in Cham wordt gedeeld in een andere Austronesische taal, het Maleis en het Indonesisch, beide betekenen dorp. Een symbool waar de provincie om bekend staat, zijn twee slangen die om elkaar heen zijn gewikkeld, die zich bij de hoofdstadbrug, Kampong Cham, bevinden.

## Geografie
De Mekong rivier Kampong Cham is voornamelijk laagland. De belangrijkste rivier is de Mekong-rivier die de oostgrens van de provincie vormt en deze scheidt van de provincie Tbong Khmum